# Vestingsbrigade Lofoten
De Vestingsbrigade Lofoten (Duits: Festungs-Brigade Lofoten) was een Duitse brigadestaf van de Wehrmacht tijdens de Tweede Wereldoorlog.

## Oprichting en krijgsgeschiedenis
De brigade werd officieel in november 1944 opgericht in Noorwegen. Er was echter ook al een Feldpostnummer (45474) voor de staf op 4 juli 1944 ingegeven. De brigade was verantwoordelijk voor de kustverdediging op de Lofoten. Vanaf januari 1945 werd de brigade onder bevel gesteld van de 210e Infanteriedivisie en bleef daaronder tot het eind van de oorlog.

## Slagorde (januari 1945)
- Festungs-Bataillon 646
- Festungs-Bataillon 650
- Festungs-Bataillon 662
- III./Jäger-Regiment 501 (L)

## Bovenliggende bevelslagen
| Legerkorps     | Leger                  | Legergroep | Plaats/regio          | Begin            | Eind             |
| -------------- | ---------------------- | ---------- | --------------------- | ---------------- | ---------------- |
| 71e Legerkorps | Armee Norwegen         | OKW        | Lofoten               | november 1944    | 18 december 1944 |
| 71e Legerkorps | 20. Gebirgs-Armee      | OKW        | Lofoten – Lillehammer | 18 december 1944 | maart 1945       |
| 71e Legerkorps | Armee-Abteilung Narvik | OKW        | Lillehammer           | maart 1945       | 8 mei 1945       |

## Commandanten
| Rang | Naam | Begin         | Eind       |
| ---- | ---- | ------------- | ---------- |
|      | ??   | november 1944 | 8 mei 1945 |

Vestingsbrigade Almers · Vestingsbrigade Belfort · Vestingsbrigade Korfoe · Vestingsbrigade Kreta · 1e Vestingsbrigade Kreta · 2e Vestingsbrigade Kreta · Vestingsbrigade Lofoten · Vestingsbrigade Sebastopol · 135e Vestingsbrigade · 939e Vestingsbrigade · 963e Vestingsbrigade · 964e Vestingsbrigade · 966e Vestingsbrigade · 967e Vestingsbrigade · 968e Vestingsbrigade · 969e Vestingsbrigade · 1017e Vestingsbrigade